# Jan Borysewicz
Jan Borysewicz (17 de abril de 1955 (69 años) Breslavia, Polonia) es el cofundador y guitarrista del grupo musical Lady Pank, una banda de rock polaca y compuesta por varios músicos.
En la década el 70, Borysewicz colaboraba para la cantante Izabela Trojanowska y la banda también polaca Budka Suflera. Borysewicz formó Lady Pank en la primavera de 1982.

## Discografía
Como Jan Bo
- Królowa ciszy (1988)

- Wojna w mieście (1992)

- Moja wolność (1995)

- Miya (2010)

Otros
- Borysewicz & Kukiz (2004, con Paweł Kukiz)